# Clara dos Anjos (quadrinhos)
Clara dos Anjos é um romance gráfico criado pelos quadrinistas brasileiros Wander Antunes (roteiro) e Lelis (arte). O livro é baseado na obra homônima de Lima Barreto. O livro foi lançado em 2011 pela editora Quadrinhos na Cia. 
A história do livro fala sobre Clara dos Anjos, uma mulata pobre do subúrbio que se apaixona por Cassi Jones, malandro de família mais abastada e notório galanteador. O livro ganhou o Troféu HQ Mix em 2012 de "melhor adaptação para os quadrinhos".